# Sauzon
Sauzon é uma comuna francesa na região administrativa da Bretanha, no departamento Morbihan. Estende-se por uma área de 21,91 km². Em 2010 a comuna tinha 1 011 habitantes (densidade: 46,1 hab./km²).